# 1304
1304 (MCCCIV) je bilo prestopno leto, ki se je po julijanskem koledarju začelo na sredo.

## Dogodki

### Prva vojna za škotsko neodvisnost
- februar - Voditelj škotskega upora proti Angležem John III. Comyn se ob podatkih na novo, do zdaj največjo angleško invazijo, preda in izkaže zvestobo angleškemu kralju Edvardu I. Dolgokrakemu. V teh brezupnih razmerah obstajata samo še dve pomembnejši celici odpora organizirani okoli Williama Wallacea s privrženci in Williama Oliphanta, voditeljem manjšega voda na gradu Stirling.
- april - Obleganje gradu Stirling: začetek obleganja ključne škotske utrdbe, ki zapira pot v Škotsko višavje. Obleganje utrdbe, ki jo brani komaj 30 branilcev, neposredno nadzira kralj Edvard I.. Viri ne navajajo številčnosti angleške vojske, ki vključuje 12 tribokov, okoli katerih je skoncentriran napad.

- maj - Edvard I. preveri sposobnosti svojih inženircev in ukaže zgraditi največji tribok v zgodovini, imenovan Loup de Guerre (Volk vojne), zato obleganci še med gradnjo tega triboka zaprosijo za predajo, vendar jih Edvard I. zavrne, ker hoče preveriti zmogljivost tega stroja.
- 20. julij - Dokončan je tribok Loup de Guerre. Edvard I. sprejme predajo branilcev, ko preskusi orjaka na grajskem zidovju. Po predaji pomilosti vse branilce razen voditelja Williama Oliphanta, ki ga zapre v Londonski Tower.
- Osrednje Škotsko višavje: William Wallace, ki naj bi bil zadnja tri leta v Franciji, ponovno zabeleži manjše gverilske akcije in umike pred Angleži. 1305 ↔

### Francosko-flamska vojna
- pomlad - Kršitev premirja med Flamci[1] in Holandci. Holandski grofov sin Vilijem III. Avesneški napade flandrijskega grofovega sina Gvida Dampierreja, ki nato ob pomoči sosednjega brabantskega vojvode Ivana II. nadaljuje z osvajanjem južne Holandije in Zeelanda.
- maj, junij - Francoski kralj Filip IV. izkoristi začasno premirje s Flamci in na svojo stran spravi sosednje Holandce ter si kupi Genovčane, ki prispevajo pomorsko znanje. Admiral francoske mornarice postane monaški vladar Rainer I.
- 10-11. avgust - Bitka pri Zierikzeeju: francoski kralj pošlje Holandcem na pomoč svojo floto pod vodstvom admirala Rainerja I., ki uniči flandrijsko floto in zajame flandrijskega grofiča Gvida Dampierreja, kar ustavi flandrijsko napredovanje v Holandiji. Flamci se ponovno znajdejo v defenzivi, ki jo organizirata Gvidov starejši polbrat Filip iz Chietija in grof Jülicha Vilijem.
- 18. avgust - Bitka pri Mons-en-Pévèleju: zagrizen kopenski spopad med francosko vojsko pod vodstvom Filipa IV. in enkrat številčnejšimi flandrijskimi milicami, ki se sprva konča neodločeno ob hudih izgubah na obeh straneh. Na večer ob sklepanju premirja pride do odločujočega spopada in preobrata, ko malo številčni in potolčeni Francozi izbojujejo zmago nad Flamci, ki so večinoma pod napačnim vtisom zmagoslavja zapustili urejene bojne formacije.  Zmago si sicer lastita obe strani, toda politična zmaga pripade Francozom. Filip IV. je v bitki ranjen. 1305 ↔
- 22. avgust - Nedolgo zatem, ko je obnovil prevlado v Holandiji in Zeelandiji, umre holandski grof Ivan II.. Omenjeni grofiji ter dedni grofiji Avesnes in Hainaut nasledi sin Vilijem.[2]
  - Kljub vojskovanju Flamci v mestu Ypres končajo z gradnjo mestne veleblagovnico Lakenhalle, ki je en največjih evropskih trgovskih centrov v srednjem veku. Veleblagovnica je zgrajena v gotskem slogu, glavno vrednost trgovanja pa predstavlja volna.

### Bizantinsko cesarstvo
- Bizantinsko cesarstvo: visoko izurjena najemniška Katalonska združba preganja Turke vse do Kilikijskih vrat na meji s Kilikijsko Armenijo. Uspeh dvigne apetite vodje Katalonske združbe Rogerija de Flora, da bi sam vzpostavil svoje gospostvo v Anatoliji. Kmalu sledijo spori med njim in bizantinskim cesarjem Andronikom II. Paleologom glede plačila, zato začno pleniti po bizantinski Mali Aziji. Ker imajo opravka z utrjenimi mesti, se brez večjih uspehov vrnejo nazaj v evropski del cesarstva . 1305 ↔
- Bitka pri reki Skafida: krizo v Bizantinskem cesarstvu izkoristi tudi bolgarski car Teodor Svetoslav. Sprva so v boju zmagovali Bizantinci, ki so sledili bežečim Bolgarom čez most, kar pa je bilo dovolj za preobrat. Bolgari se iz zmage predvsem finančno okoristijo z odkupninami za ujete bizantinske plemiče.
- Ekonomija Bizantinskega cesarstva: zaradi sesutja tržišč v Mali Aziji hiperpiron izgubi skoraj polovico vrednosti. Katalonski najemniki si seveda ne žele tega načina plačila.

### Ostalo
- 7. marec - Umrlega vladarja Verone Bartolomeja I. della Scalo iz rodbine Scaliger nasledi mlajši brat Alboino I.
- 26. marec - Umrlega kölnskega nadškofa in kneza-elektorja Vigbold iz Holteja nasledi Henik II. Virenburški.
- 11. maj - Ilkanat: umrlega mongolskega kana Ilkanata Mahmuda Gazana nasledi mlajši brat Oldžeijtu, ki je za razliko od muslimansko mlačnega umrlega brata pod velikim vplivom šiitskih teologov.
- 6. junij - Magreb: umrlega kralja severno afriškega kraljestva Tlemcen Abu Saida Osmana nasledi sin Abu Zaijan Muhamad I.. Tlemcen je v tem času na udaru sosednjih Marinidov.
- 7. junij - Sveti sedež: ko uvidi nepremostljive razlike med njim in francoskim kraljem Filipom IV., papež Benedikt XI. z bulo Flagitiosum scelus izobči kralja, njegovega kanclerja Guillaumeja de Nogareta in vse ostale, ki so kakor koli bili vpleteni v ugrabitev v Anagniju.
- 7. julij - Perugia: po sumljivi smrti papeža Benedikta XI.  sledi skoraj leto dni dolga sedisvakanca, med katero odigra francoska kralju zvesta diplomacija pomembno vlogo pri omejitvi izbora za naslednjega papeža. Francozom ni mogoče dokazati krivde, čeprav imajo največje koristi od njegove smrti. 1305 ↔
- 27. julij - Umrlega vladimirskega velikega kneza Andreja III. Godoreckija bratranec Mihael Tverski. Vladimirski veliki knez je kot vazal mongolske/tatarske Zlate horde tisti, ki je odgovoren za pobiranje davkov.
- 24. oktober - Efez: vladar turškega bejlika Menteşe Sasa Bej osvoji bizantinski Efez. Krščanskega prebivalstva, ki ga ne pokoljejo, Turki razselijo.[3]
- Ogrska: češko-poljski kralj Venčeslav II. neha ščititi svojega sina in nesojenega ogrskega kralja Venčeslava III.. Oče in sin se vrneta na Češko, s sabo pa vzameta krono Svetega Štefana, s katero se krona ogrske kralje. 1305 ↔
- Sporazum v Torrellasu, Španija: aragonski kralj Jakob II. in kastiljski kralj Ferdinand IV. določita mejo v Murciji. Večino jo dobi Kastilija. 1305 ↔
- Genovski admiral Benedetto I. Zaccaria iztrga Bizantincem otok Ios. Bizantinski cesar Andronik II. Paleolog, ki potrebuje genovsko floto, se sprijazni z nastalo situacijo in mu prizna guvernerstvo. Novi vladar se raje legitimizira s pomočjo (titularnega) latinskega cesarja kot baron Iosa.  1307 ↔
- Poenotenje Mongolskega cesarstva, Saraj, Zlata horda: vladarji naslednic Mongolskega cesarstva se preko odposlancev poenotijo, sklenejo mirovne sporazume, obnovijo trgovske stike in poštni sistem. Glavni pobudnik dopisne mirovne konference je čagatajski kan Duva, ki sklene premirje z vrhovnim kanom Temürjem in ga prizna za nominalnega nadoblastnika, tj. Kagan-a[4]. Sporazumu se pridružita še vladarja Ilkanata Oldžeijtu in Zlate horde Tohta, ki gosti zasedanje.
- Delhijski sultan Ala-ud-din Hildži osvoji Gudžarat.

## Rojstva
- 16. februar - Tug Temur/cesar Wenzong, mongolski vrhovni kan, cesar dinastije Yuan († 1332)
- 24. februar - Ibn Batuta, berberski popotnik, raziskovalec († 1377)
- 20. julij - Francesco Petrarca, italijanski pesnik († 1374)
- Engelbert III. Marški, kölnski nadškof († 1368)
- Giovanni Colombini, italijanski trgovec, ustanovitelj reda jezuatov († 1367)
- Günther Schwarzburški, nemški protikralj († 1349)
- Ibn aš-Šatir, arabski astronom, matematik, inženir in izumitelj († 1375)
- Ludvik I., flandrijski grof († 1346)
- Ludwig Van Kempen, flamski glasbeni teoretik († 1361)
- Magnus I. Braunschweigovski, vojvoda Brunswick-Lüneburga († 1369)
- Marija Luxemburška, francoska kraljica († 1324)
- Peter II., sicilski kralj († 1342)
- Tomaž II. del Vasto, markiz Saluzza († 1357)
- Valram iz Jülicha, kölnski nadškof († 1349)

## Smrti
- 7. marec - Bartolomej I. della Scala, vladar Verone
- 26. marec - Vigbold iz Holteja, kölnski nadškof
- 11. maj - Mahmud Gazan, mongolski kan Ilkanata (* 1271)
- 23. maj - Jehan de Lescurel, francoski pesnik, skladatelj
- 6. junij - Abu Said Osman, vladar severno afriškega kraljestva Tlemcen
- 7. julij - papež Benedikt XI. (* 1240)
- 27. julij - Andrej III. Godoreckij, vladimirski veliki knez (* 1255)
- 17. avgust - cesar Go-Fukakusa, 89. japonski cesar (* 1243)
- 22. avgust - Ivan II., grof Holandije, Zeelandije, Hainauta (* 1247)
- 29. september - Neža Brandenburška, danska kraljica (* 1257)
- 11. oktober - Konrad III. iz Šlezije, oglejski patriarh (* 1260)
- 23. december - Matilda Habsburška, vojvodinja Zgornje Bavarske, regentka (* 1253)
- Giovanni Malatesta, italijanski plemič, vladar Pesare, gvelf
- Jakob ibn Tibbon, provansalski judovski učenjak, astronom (* 1236)
- Henri II de Rodez, okcitanski grof Rodeza, trubadur (* 1236)
- William Marsfeld, angleški kardinal in teolog